# Ctenodactylomyia antidesme
Ctenodactylomyia antidesme är en tvåvingeart som först beskrevs av Ephraim Porter Felt 1919.  Ctenodactylomyia antidesme ingår i släktet Ctenodactylomyia och familjen gallmyggor.
Artens utbredningsområde är Filippinerna. Inga underarter finns listade i Catalogue of Life.